# Cirolana improceros
Cirolana improceros är en kräftdjursart som beskrevs av Bruce 1986. Cirolana improceros ingår i släktet Cirolana och familjen Cirolanidae. Inga underarter finns listade i Catalogue of Life.